# Collegio elettorale di Vigevano (Senato della Repubblica)
Il collegio di Vigevano fu un collegio elettorale uninominale della Repubblica Italiana appartenente alla Circoscrizione Lombardia; fu utilizzato per eleggere un senatore della Repubblica dalla I alla XIV legislatura, sebbene con forme diverse e sistemi elettorali diversi.

## Storia
Il collegio venne creato nel 1948 secondo la legge n. 29 del 6 febbraio 1948 la quale, pur basandosi sull'impianto proporzionale in vigore per la Camera, rispetto a quest'ultima conteneva alcuni piccoli correttivi in senso maggioritario. Tale legge ebbe il suo definitivo perfezionamento col Testo Unico n. 361 del 1957. Differentemente dalla Camera, la legge elettorale del Senato si articolava su base regionale, seguendo il dettato costituzionale (art.57). Ogni Regione era suddivisa in tanti collegi uninominali quanti erano i seggi ad essa assegnati. All'interno di ciascun collegio, veniva eletto il candidato che avesse raggiunto il quorum del 65% delle preferenze: tale soglia, oggettivamente di difficilissimo conseguimento, tradiva l'impianto proporzionale su cui era concepito anche il sistema elettorale della Camera Alta. Qualora, come normalmente avveniva, nessun candidato avesse conseguito l'elezione, i voti di tutti i candidati venivano raggruppati in liste di partito a livello regionale, dove i seggi venivano allocati utilizzando il metodo D'Hondt delle maggiori medie statistiche e quindi, all'interno di ciascuna lista, venivano dichiarati eletti i candidati con le migliori percentuali di preferenza.
Nel 1993, con la cosiddetta Legge Mattarella (Legge n. 276, Norme per l'elezione del Senato della Repubblica), attuata in seguito al referendum abrogativo del 1993, venne istituito per la Camera dei deputati e per il Senato della Repubblica un sistema di elezione misto, in parte maggioritario e in parte proporzionale. Il 75% dei parlamentari dell'assemblea veniva eletto in collegi uninominali tramite sistema maggioritario a turno unico; il restante 25% al Senato veniva eletto tramite recupero proporzionale dei più votati non eletti attraverso un meccanismo di calcolo denominato "scorporo", cioè sottraendo dal conteggio dei voti totali di una lista nella parte proporzionale i voti ottenuti dai candidati collegati alla medesima lista che erano eletti nei collegi uninominali con il sistema maggioritario.
Il collegio venne abolito insieme a tutti gli altri che costituivano il Senato con la promulgazione della legge elettorale successiva, la cosiddetta Legge Calderoli. Questa prevedeva un sistema proporzionale con premio di maggioranza, che al Senato veniva attribuito a livello regionale.

## 1948-1993

### Territorio
Il collegio di Vigevano era uno dei 31 collegi uninominali in cui era suddivisa la Lombardia; era compreso nelle province di Milano e di Pavia e comprendeva i seguenti comuni: Alagna, Albonese, Besate, Borgo San Siro, Breme, Bubbiano, Calvignasco, Candia Lomellina, Cassolnovo, Castello d'Agogna, Castelnovetto, Cergnago, Ceretto Lomellina, Cilavegna, Confienza, Cozzo, Dorno, Ferrera Erbognone, Frascarolo, Galliavola, Gambarana, Gambolò, Garlasco, Gravellona Lomellina, Langosco, Lomello, Mede, Mezzana Bigli, Mortara, Motta Visconti, Nicorvo, Olevano di Lomellina, Ottobiano, Palestro, Parona, Pieve Albignola, Pieve del Cairo, Robbio, Rosasco, Rosate, San Giorgio di Lomellina, Sannazzaro de' Burgondi, Sant'Angelo Lomellina, Sartirana Lomellina, Scaldasole, Semiana, Suardi, Torre Beretti e Castellaro, Tromello, Valeggio, Valle Lomellina, Velezzo Lomellina, Vernate, Vigevano, Villa Biscossi e Zeme.

### Dati elettorali

#### I legislatura
|                                                                                | Giuseppe Cortese ✔️ Eletto      | Fronte Democratico Popolare                      | 58 993  | 50,74 |  |  |  |  |  |
|                                                                                | Giovanni Ferrari                | Democrazia Cristiana                             | 45 099  | 38,79 |  |  |  |  |  |
|                                                                                | Carlo Bianchi                   | Unità Socialista - Partito Repubblicano Italiano | 6 444   | 5,54  |  |  |  |  |  |
|                                                                                | Fortunato Matteo Carlo Castoldi | Indipendente                                     | 5 734   | 4,93  |  |  |  |  |  |
| Totale                                                                         | Totale                          | Totale                                           | 116 270 | 100   |  |  |  |  |  |
|                                                                                |                                 |                                                  |         |       |  |  |  |  |  |
| Voti non validi                                                                | Voti non validi                 | Voti non validi                                  | 5 372   | 4,42  |  |  |  |  |  |
| Votanti                                                                        | Votanti                         | Votanti                                          | 121 642 | 96,78 |  |  |  |  |  |
| Elettori                                                                       | Elettori                        | Elettori                                         | 125 685 |       |  |  |  |  |  |
|                                                                                |                                 |                                                  |         |       |  |  |  |  |  |
| Nota: quorum del 65% non raggiunto; ripartizione dei seggi a livello regionale |                                 |                                                  |         |       |  |  |  |  |  |
| Data: 18 aprile 1948                                                           |                                 |                                                  |         |       |  |  |  |  |  |
| Fonte: Ministero dell'interno                                                  |                                 |                                                  |         |       |  |  |  |  |  |

#### II legislatura
|                                                                                | Luigi Balduzzi                | Democrazia Cristiana                    | 41 389  | 34,96 |  |  |  |  |  |
|                                                                                | Giuseppe Alberganti ✔️ Eletto | Partito Comunista Italiano              | 40 400  | 34,13 |  |  |  |  |  |
|                                                                                | Giuseppe Cortese              | Partito Socialista Italiano             | 20 188  | 17,05 |  |  |  |  |  |
|                                                                                | Guglielmo F. Magnaghi         | Partito Nazionale Monarchico            | 4 360   | 3,68  |  |  |  |  |  |
|                                                                                | Attilio Morini                | Partito Socialista Democratico Italiano | 4 353   | 3,68  |  |  |  |  |  |
|                                                                                | Franco Luciano Medoni         | Movimento Sociale Italiano              | 3 050   | 2,58  |  |  |  |  |  |
|                                                                                | Agostino Bergamasco           | Partito Liberale Italiano               | 2 543   | 2,15  |  |  |  |  |  |
|                                                                                | Calogero Giglia               | Alleanza Democratica Nazionale          | 1 488   | 1,26  |  |  |  |  |  |
|                                                                                | Luciano Magrini               | Unità Popolare                          | 610     | 0,52  |  |  |  |  |  |
| Totale                                                                         | Totale                        | Totale                                  | 118 381 | 100   |  |  |  |  |  |
|                                                                                |                               |                                         |         |       |  |  |  |  |  |
| Voti non validi                                                                | Voti non validi               | Voti non validi                         | 6 605   | 5,28  |  |  |  |  |  |
| Votanti                                                                        | Votanti                       | Votanti                                 | 124 986 | 97,64 |  |  |  |  |  |
| Elettori                                                                       | Elettori                      | Elettori                                | 128 012 |       |  |  |  |  |  |
|                                                                                |                               |                                         |         |       |  |  |  |  |  |
| Nota: quorum del 65% non raggiunto; ripartizione dei seggi a livello regionale |                               |                                         |         |       |  |  |  |  |  |
| Data: 7 giugno 1953                                                            |                               |                                         |         |       |  |  |  |  |  |
| Fonte: Ministero dell'interno                                                  |                               |                                         |         |       |  |  |  |  |  |

#### III legislatura
|                                                                                | Carlo Lombardi ✔️ Eletto | Partito Comunista Italiano              | 44 271  | 35,95 |  |  |  |  |  |
|                                                                                | Carlo Zaccone            | Democrazia Cristiana                    | 38 533  | 31,29 |  |  |  |  |  |
|                                                                                | Paolo Moro               | Partito Socialista Italiano             | 20 275  | 16,46 |  |  |  |  |  |
|                                                                                | Luigi Guazzora           | Partito Socialista Democratico Italiano | 5 155   | 4,19  |  |  |  |  |  |
|                                                                                | Angelo Nicolato          | Movimento Sociale Italiano              | 4 729   | 3,84  |  |  |  |  |  |
|                                                                                | Pietro Cozzi             | Partito Nazionale Monarchico            | 4 344   | 3,53  |  |  |  |  |  |
|                                                                                | Luciano De Paoli         | Partito Liberale Italiano               | 3 615   | 2,94  |  |  |  |  |  |
|                                                                                | Ercole Ghezzi Perego     | Partito Monarchico Popolare             | 1 141   | 0,93  |  |  |  |  |  |
|                                                                                | Calogero Giglia          | Movimento Comunità                      | 761     | 0,62  |  |  |  |  |  |
|                                                                                | Alessandro Bodrero       | PRI - PR                                | 332     | 0,27  |  |  |  |  |  |
| Totale                                                                         | Totale                   | Totale                                  | 123 156 | 100   |  |  |  |  |  |
|                                                                                |                          |                                         |         |       |  |  |  |  |  |
| Voti non validi                                                                | Voti non validi          | Voti non validi                         | 7 515   | 5,75  |  |  |  |  |  |
| Votanti                                                                        | Votanti                  | Votanti                                 | 130 671 | 97,51 |  |  |  |  |  |
| Elettori                                                                       | Elettori                 | Elettori                                | 134 010 |       |  |  |  |  |  |
|                                                                                |                          |                                         |         |       |  |  |  |  |  |
| Nota: quorum del 65% non raggiunto; ripartizione dei seggi a livello regionale |                          |                                         |         |       |  |  |  |  |  |
| Data: 25 maggio 1958                                                           |                          |                                         |         |       |  |  |  |  |  |
| Fonte: Ministero dell'interno                                                  |                          |                                         |         |       |  |  |  |  |  |

#### IV legislatura
|                                                                                | Giovanni Brambilla ✔️ Eletto | Partito Comunista Italiano                       | 48 318  | 38,60 |  |  |  |  |  |
|                                                                                | A. Gallotti                  | Democrazia Cristiana                             | 35 092  | 28,04 |  |  |  |  |  |
|                                                                                | Agostino Viviani             | Partito Socialista Italiano                      | 18 004  | 14,38 |  |  |  |  |  |
|                                                                                | Armando Dondè                | Partito Liberale Italiano                        | 8 888   | 7,10  |  |  |  |  |  |
|                                                                                | G. Manassa                   | Partito Socialista Democratico Italiano          | 5 335   | 4,26  |  |  |  |  |  |
|                                                                                | Laerte Crivellini            | Movimento Sociale Italiano                       | 4 566   | 3,65  |  |  |  |  |  |
|                                                                                | G. Negri                     | Concentrazione di Unità Rurale                   | 3 216   | 2,57  |  |  |  |  |  |
|                                                                                | E. Assi                      | Partito Democratico Italiano di Unità Monarchica | 1 751   | 1,40  |  |  |  |  |  |
| Totale                                                                         | Totale                       | Totale                                           | 125 170 | 100   |  |  |  |  |  |
|                                                                                |                              |                                                  |         |       |  |  |  |  |  |
| Voti non validi                                                                | Voti non validi              | Voti non validi                                  | 8 064   | 6,05  |  |  |  |  |  |
| Votanti                                                                        | Votanti                      | Votanti                                          | 133 234 | 97,16 |  |  |  |  |  |
| Elettori                                                                       | Elettori                     | Elettori                                         | 137 128 |       |  |  |  |  |  |
|                                                                                |                              |                                                  |         |       |  |  |  |  |  |
| Nota: quorum del 65% non raggiunto; ripartizione dei seggi a livello regionale |                              |                                                  |         |       |  |  |  |  |  |
| Data: 28 aprile 1963                                                           |                              |                                                  |         |       |  |  |  |  |  |
| Fonte: Ministero dell'interno                                                  |                              |                                                  |         |       |  |  |  |  |  |

#### V legislatura
|                                                                                | Francesco Soliano ✔️ Eletto | PCI - PSIUP                                      | 54 869  | 44,34 |  |  |  |  |  |
|                                                                                | M. Piatti                   | Democrazia Cristiana                             | 37 852  | 30,59 |  |  |  |  |  |
|                                                                                | A. Vidale                   | PSI-PSDI Unificati                               | 15 851  | 12,81 |  |  |  |  |  |
|                                                                                | Lea Alcidi Boccacci Rezza   | Partito Liberale Italiano                        | 8 265   | 6,68  |  |  |  |  |  |
|                                                                                | G. F. De Sigis              | Movimento Sociale Italiano                       | 4 713   | 3,81  |  |  |  |  |  |
|                                                                                | ?                           | Partito Democratico Italiano di Unità Monarchica | 1 248   | 1,01  |  |  |  |  |  |
|                                                                                | Pietro Bucalossi            | Partito Repubblicano Italiano                    | 940     | 0,76  |  |  |  |  |  |
| Totale                                                                         | Totale                      | Totale                                           | 123 738 | 100   |  |  |  |  |  |
|                                                                                |                             |                                                  |         |       |  |  |  |  |  |
| Voti non validi                                                                | Voti non validi             | Voti non validi                                  | 9 912   | 7,42  |  |  |  |  |  |
| Votanti                                                                        | Votanti                     | Votanti                                          | 133 650 | 97,13 |  |  |  |  |  |
| Elettori                                                                       | Elettori                    | Elettori                                         | 137 606 |       |  |  |  |  |  |
|                                                                                |                             |                                                  |         |       |  |  |  |  |  |
| Nota: quorum del 65% non raggiunto; ripartizione dei seggi a livello regionale |                             |                                                  |         |       |  |  |  |  |  |
| Data: 19 maggio 1968                                                           |                             |                                                  |         |       |  |  |  |  |  |
| Fonte: Ministero dell'interno                                                  |                             |                                                  |         |       |  |  |  |  |  |

#### VI legislatura
|                                                                                | Armando Cossutta ✔️ Eletto | PCI - PSIUP                             | 52 525  | 42,29 |  |  |  |  |  |
|                                                                                | C. N. Gaino                | Democrazia Cristiana                    | 37 519  | 30,21 |  |  |  |  |  |
|                                                                                | A. Barilani                | Partito Socialista Italiano             | 11 431  | 9,20  |  |  |  |  |  |
|                                                                                | Franco Servello            | Movimento Sociale Italiano              | 8 701   | 7,01  |  |  |  |  |  |
|                                                                                | E. A. Canelli              | Partito Liberale Italiano               | 6 423   | 5,17  |  |  |  |  |  |
|                                                                                | G. M. Veronese             | Partito Socialista Democratico Italiano | 5 346   | 4,30  |  |  |  |  |  |
|                                                                                | G. Pinotti                 | Partito Repubblicano Italiano           | 2 248   | 1,81  |  |  |  |  |  |
| Totale                                                                         | Totale                     | Totale                                  | 124 193 | 100   |  |  |  |  |  |
|                                                                                |                            |                                         |         |       |  |  |  |  |  |
| Voti non validi                                                                | Voti non validi            | Voti non validi                         | 8 336   | 6,29  |  |  |  |  |  |
| Votanti                                                                        | Votanti                    | Votanti                                 | 132 529 | 97,01 |  |  |  |  |  |
| Elettori                                                                       | Elettori                   | Elettori                                | 136 618 |       |  |  |  |  |  |
|                                                                                |                            |                                         |         |       |  |  |  |  |  |
| Nota: quorum del 65% non raggiunto; ripartizione dei seggi a livello regionale |                            |                                         |         |       |  |  |  |  |  |
| Data: 7 maggio 1972                                                            |                            |                                         |         |       |  |  |  |  |  |
| Fonte: Ministero dell'interno                                                  |                            |                                         |         |       |  |  |  |  |  |

#### VII legislatura
|                                                                                | Armando Cossutta ✔️ Eletto | Partito Comunista Italiano              | 56 327  | 45,30 |  |  |  |  |  |
|                                                                                | Giovanni Balduzzi          | Democrazia Cristiana                    | 39 520  | 31,78 |  |  |  |  |  |
|                                                                                | Luigi Ambrogio Daneri      | Partito Socialista Italiano             | 12 163  | 9,78  |  |  |  |  |  |
|                                                                                | Laerte Crivellini          | Movimento Sociale Italiano              | 6 056   | 4,87  |  |  |  |  |  |
|                                                                                | Gian Carlo Giani           | Partito Socialista Democratico Italiano | 3 393   | 2,73  |  |  |  |  |  |
|                                                                                | Bernardino Motta           | Partito Repubblicano Italiano           | 2 631   | 2,12  |  |  |  |  |  |
|                                                                                | Armando Donde              | Partito Liberale Italiano               | 2 263   | 1,82  |  |  |  |  |  |
|                                                                                | Raffaello Antonio De Grada | Democrazia Proletaria                   | 1 111   | 0,89  |  |  |  |  |  |
|                                                                                | Giancarlo Lancini          | Partito Radicale                        | 881     | 0,71  |  |  |  |  |  |
| Totale                                                                         | Totale                     | Totale                                  | 124 345 | 100   |  |  |  |  |  |
|                                                                                |                            |                                         |         |       |  |  |  |  |  |
| Voti non validi                                                                | Voti non validi            | Voti non validi                         | 5 488   | 4,23  |  |  |  |  |  |
| Votanti                                                                        | Votanti                    | Votanti                                 | 129 833 | 96,15 |  |  |  |  |  |
| Elettori                                                                       | Elettori                   | Elettori                                | 135 030 |       |  |  |  |  |  |
|                                                                                |                            |                                         |         |       |  |  |  |  |  |
| Nota: quorum del 65% non raggiunto; ripartizione dei seggi a livello regionale |                            |                                         |         |       |  |  |  |  |  |
| Data: 20 giugno 1976                                                           |                            |                                         |         |       |  |  |  |  |  |
| Fonte: Ministero dell'interno                                                  |                            |                                         |         |       |  |  |  |  |  |

#### VIII legislatura
|                                                                                | Armando Cossutta ✔️ Eletto | Partito Comunista Italiano                   | 52 039  | 43,24 |  |  |  |  |  |
|                                                                                | Giovanni Balduzzi          | Democrazia Cristiana                         | 38 609  | 32,08 |  |  |  |  |  |
|                                                                                | Giovanni Ricci             | Partito Socialista Italiano                  | 12 409  | 10,31 |  |  |  |  |  |
|                                                                                | Franco Servello            | Movimento Sociale Italiano                   | 4 957   | 4,12  |  |  |  |  |  |
|                                                                                | E. Misitano                | Partito Socialista Democratico Italiano      | 3 909   | 3,25  |  |  |  |  |  |
|                                                                                | F. Greppi                  | Partito Liberale Italiano                    | 3 245   | 2,70  |  |  |  |  |  |
|                                                                                | M. Danese                  | Partito Radicale                             | 2 462   | 2,05  |  |  |  |  |  |
|                                                                                | F. Cosentino               | Partito Repubblicano Italiano                | 2 070   | 1,72  |  |  |  |  |  |
|                                                                                | Fernando Di Jeso           | Nuova Sinistra Unita                         | 369     | 0,31  |  |  |  |  |  |
|                                                                                | A. Torino                  | Costituente di Destra - Democrazia Nazionale | 267     | 0,22  |  |  |  |  |  |
| Totale                                                                         | Totale                     | Totale                                       | 120 336 | 100   |  |  |  |  |  |
|                                                                                |                            |                                              |         |       |  |  |  |  |  |
| Voti non validi                                                                | Voti non validi            | Voti non validi                              | 7 454   | 5,83  |  |  |  |  |  |
| Votanti                                                                        | Votanti                    | Votanti                                      | 127 790 | 95,12 |  |  |  |  |  |
| Elettori                                                                       | Elettori                   | Elettori                                     | 134 341 |       |  |  |  |  |  |
|                                                                                |                            |                                              |         |       |  |  |  |  |  |
| Nota: quorum del 65% non raggiunto; ripartizione dei seggi a livello regionale |                            |                                              |         |       |  |  |  |  |  |
| Data: 3 giugno 1979                                                            |                            |                                              |         |       |  |  |  |  |  |
| Fonte: Ministero dell'interno                                                  |                            |                                              |         |       |  |  |  |  |  |

#### IX legislatura
|                                                                                | Armando Cossutta ✔️ Eletto | Partito Comunista Italiano              | 47 443  | 41,58 |  |  |  |  |  |
|                                                                                | Giancarlo Ubbiali          | Democrazia Cristiana                    | 30 725  | 26,93 |  |  |  |  |  |
|                                                                                | Giovanni Ricci             | Partito Socialista Italiano             | 13 017  | 11,41 |  |  |  |  |  |
|                                                                                | Vincenzo Masucci           | Movimento Sociale Italiano              | 6 806   | 5,97  |  |  |  |  |  |
|                                                                                | Vincenzo Maria Giancalone  | Partito Repubblicano Italiano           | 4 396   | 3,85  |  |  |  |  |  |
|                                                                                | Giacomo Pietro Fiorani     | Partito Socialista Democratico Italiano | 4 279   | 3,75  |  |  |  |  |  |
|                                                                                | Luciano Cervio             | Partito Liberale Italiano               | 4 107   | 3,60  |  |  |  |  |  |
|                                                                                | Pierpaolo Righetti         | Partito Radicale                        | 1 959   | 1,72  |  |  |  |  |  |
|                                                                                | Fernando Di Jeso           | Democrazia Proletaria                   | 1 016   | 0,89  |  |  |  |  |  |
|                                                                                | Guglielmina Noris          | Partito Cristiano Azione Sociale        | 215     | 0,19  |  |  |  |  |  |
|                                                                                | Turiddu De Min             | Lista per Trieste                       | 132     | 0,12  |  |  |  |  |  |
| Totale                                                                         | Totale                     | Totale                                  | 114 095 | 100   |  |  |  |  |  |
|                                                                                |                            |                                         |         |       |  |  |  |  |  |
| Voti non validi                                                                | Voti non validi            | Voti non validi                         | 10 883  | 8,71  |  |  |  |  |  |
| Votanti                                                                        | Votanti                    | Votanti                                 | 124 978 | 93,61 |  |  |  |  |  |
| Elettori                                                                       | Elettori                   | Elettori                                | 133 506 |       |  |  |  |  |  |
|                                                                                |                            |                                         |         |       |  |  |  |  |  |
| Nota: quorum del 65% non raggiunto; ripartizione dei seggi a livello regionale |                            |                                         |         |       |  |  |  |  |  |
| Data: 26 giugno 1983                                                           |                            |                                         |         |       |  |  |  |  |  |
| Fonte: Ministero dell'interno                                                  |                            |                                         |         |       |  |  |  |  |  |

#### X legislatura
|                                                                                | Armando Cossutta ✔️ Eletto | Partito Comunista Italiano              | 43 325  | 37,22 |  |  |  |  |  |
|                                                                                | S. M. Rozza                | Democrazia Cristiana                    | 32 205  | 27,67 |  |  |  |  |  |
|                                                                                | Giovanni Ricci             | Partito Socialista Italiano             | 17 425  | 14,97 |  |  |  |  |  |
|                                                                                | Giuseppe Pomati            | Movimento Sociale Italiano              | 6 815   | 5,86  |  |  |  |  |  |
|                                                                                | Gianni Brera               | Partito Radicale                        | 2 980   | 2,56  |  |  |  |  |  |
|                                                                                | G. Bellazzi                | Partito Socialista Democratico Italiano | 2 972   | 2,55  |  |  |  |  |  |
|                                                                                | A. Manzoni                 | Partito Repubblicano Italiano           | 2 692   | 2,31  |  |  |  |  |  |
|                                                                                | A. Ciccioni                | Lista Verde                             | 2 544   | 2,19  |  |  |  |  |  |
|                                                                                | Luciano Cervio             | Partito Liberale Italiano               | 2 374   | 2,04  |  |  |  |  |  |
|                                                                                | Ludovico Geymonat          | Democrazia Proletaria                   | 1 256   | 1,08  |  |  |  |  |  |
|                                                                                | Francesco Enrico Speroni   | Lega Lombarda                           | 848     | 0,73  |  |  |  |  |  |
|                                                                                | C. L. Cotta Ramusino       | Liga Veneta-Pensionati Uniti            | 809     | 0,70  |  |  |  |  |  |
|                                                                                | A. Campo                   | Alleanza Popolare Pensionati            | 147     | 0,13  |  |  |  |  |  |
| Totale                                                                         | Totale                     | Totale                                  | 116 392 | 100   |  |  |  |  |  |
|                                                                                |                            |                                         |         |       |  |  |  |  |  |
| Voti non validi                                                                | Voti non validi            | Voti non validi                         | 8 066   | 6,48  |  |  |  |  |  |
| Votanti                                                                        | Votanti                    | Votanti                                 | 124 458 | 93,24 |  |  |  |  |  |
| Elettori                                                                       | Elettori                   | Elettori                                | 133 487 |       |  |  |  |  |  |
|                                                                                |                            |                                         |         |       |  |  |  |  |  |
| Nota: quorum del 65% non raggiunto; ripartizione dei seggi a livello regionale |                            |                                         |         |       |  |  |  |  |  |
| Data: 14 giugno 1987                                                           |                            |                                         |         |       |  |  |  |  |  |
| Fonte: Ministero dell'interno                                                  |                            |                                         |         |       |  |  |  |  |  |

#### XI legislatura
|                                                                                | Carlo Pisati ✔️ Eletto      | Lega Lombarda                           | 25 461  | 21,83 |  |  |  |  |  |
|                                                                                | Pier Angelo Martinoli       | Democrazia Cristiana                    | 22 539  | 19,32 |  |  |  |  |  |
|                                                                                | Giuseppe Boffa              | Partito Democratico della Sinistra      | 18 013  | 15,44 |  |  |  |  |  |
|                                                                                | Emiangelo Vercesi           | Partito Socialista Italiano             | 14 521  | 12,45 |  |  |  |  |  |
|                                                                                | Armando Cossutta ✔️ Eletto  | Partito della Rifondazione Comunista    | 10 364  | 8,88  |  |  |  |  |  |
|                                                                                | Giuseppe Pomati             | Movimento Sociale Italiano              | 4 965   | 4,26  |  |  |  |  |  |
|                                                                                | Giulio Bonfadini            | Lega Alpina Lumbarda                    | 3 725   | 3,19  |  |  |  |  |  |
|                                                                                | Luigi Ariano                | Partito Repubblicano Italiano           | 2 971   | 2,55  |  |  |  |  |  |
|                                                                                | Ermanno Canelli             | Partito Liberale Italiano               | 2 824   | 2,42  |  |  |  |  |  |
|                                                                                | Anna Anselmi Crotti Zanetti | Federazione dei Verdi                   | 2 812   | 2,41  |  |  |  |  |  |
|                                                                                | Elvira Lezzi                | Lista Marco Pannella                    | 1 554   | 1,33  |  |  |  |  |  |
|                                                                                | Luigi Esni                  | Partito Pensionati                      | 1 379   | 1,18  |  |  |  |  |  |
|                                                                                | Augusta Lebano              | La Lega Casalinghe-Pensionati           | 1 220   | 1,05  |  |  |  |  |  |
|                                                                                | Arnaldo Castellin           | Partito Socialista Democratico Italiano | 1 072   | 0,92  |  |  |  |  |  |
|                                                                                | Maurizio Vanzulli           | Alleanza Lombarda Autonomia             | 1 006   | 0,86  |  |  |  |  |  |
|                                                                                | Teresina Adobati            | Lega Lombardia Europea                  | 985     | 0,84  |  |  |  |  |  |
|                                                                                | Cesare De Ferrari           | Sì Referendum                           | 736     | 0,63  |  |  |  |  |  |
|                                                                                | Alessandro Bentivoglio      | Caccia Pesca Ambiente                   | 274     | 0,23  |  |  |  |  |  |
|                                                                                | Umberto Mori                | Federalismo - Pensionati Uomini Vivi    | 126     | 0,11  |  |  |  |  |  |
|                                                                                | Gianfranco Giannetti        | Movimento Fascismo e Libertà            | 109     | 0,09  |  |  |  |  |  |
| Totale                                                                         | Totale                      | Totale                                  | 116 656 | 100   |  |  |  |  |  |
|                                                                                |                             |                                         |         |       |  |  |  |  |  |
| Voti non validi                                                                | Voti non validi             | Voti non validi                         | 8 213   | 6,58  |  |  |  |  |  |
| Votanti                                                                        | Votanti                     | Votanti                                 | 124 869 | 90,92 |  |  |  |  |  |
| Elettori                                                                       | Elettori                    | Elettori                                | 137 339 |       |  |  |  |  |  |
|                                                                                |                             |                                         |         |       |  |  |  |  |  |
| Nota: quorum del 65% non raggiunto; ripartizione dei seggi a livello regionale |                             |                                         |         |       |  |  |  |  |  |
| Data: 5 aprile 1992                                                            |                             |                                         |         |       |  |  |  |  |  |
| Fonte: Ministero dell'interno                                                  |                             |                                         |         |       |  |  |  |  |  |

## 1993-2005

### Territorio
Il collegio di Vigevano era uno dei 35 collegi uninominali in cui era suddivisa la Lombardia; come previsto dal D.Lgs. del 20 dicembre 1993 n. 535, era interamente compreso nella provincia di Pavia e comprendeva i seguenti comuni: Alagna, Albonese, Bastida de' Dossi, Bastida Pancarana, Battuda, Bereguardo, Borgo San Siro, Breme, Candia Lomellina, Carbonara al Ticino, Casei Gerola, Casorate Primo, Cassolnovo, Castelletto di Branduzzo, Castello d'Agogna, Castelnovetto, Ceretto Lomellina, Cergnago, Cervesina, Cilavegna, Confienza, Corana, Cornale, Cozzo, Dorno, Ferrera Erbognone, Frascarolo, Galliavola, Gambarana, Gambolò, Garlasco, Gravellona Lomellina, Gropello Cairoli, Langosco, Lomello, Mede, Mezzana Bigli, Mezzana Rabattone, Montebello della Battaglia, Mortara, Nicorvo, Olevano di Lomellina, Ottobiano, Palestro, Pancarana, Parona, Pieve Albignola, Pieve del Cairo, Pizzale, Robbio, Rosasco, San Giorgio di Lomellina, Sannazzaro de' Burgondi, Sant'Angelo Lomellina, Sartirana Lomellina, Scaldasole, Semiana, Silvano Pietra, Sommo, Suardi, Torre Beretti e Castellaro, Torre d'Isola, Tromello, Trovo, Valeggio, Valle Lomellina, Velezzo Lomellina, Vigevano, Villa Biscossi, Villanova d'Ardenghi, Voghera, Zeme, Zerbolò e Zinasco.

### Eletti
| Elezione | Elezione                | Senatore              | Partito                  |
| -------- | ----------------------- | --------------------- | ------------------------ |
|          | 1994                    | Mario Masiero         | Polo delle Libertà (LN)  |
|          | 1996                    | Domenico Contestabile | Polo per le Libertà (FI) |
| 2001     | Casa delle Libertà (FI) | Domenico Contestabile |                          |

### Dati elettorali

#### XII legislatura
|                               | Mario Masiero ✔️ Eletto     | Polo delle Libertà           | 71 179  | 45,25 |  |  |  |  |  |
|                               | Angelo Madonna              | Progressisti                 | 37 139  | 23,61 |  |  |  |  |  |
|                               | Sergio Morosi               | Patto per l'Italia           | 15 529  | 9,87  |  |  |  |  |  |
|                               | Massimo Rossi               | Alleanza Nazionale           | 14 094  | 8,96  |  |  |  |  |  |
|                               | Anna Maria Sartoris         | Lega Alpina Lumbarda         | 6 843   | 4,35  |  |  |  |  |  |
|                               | Elvira Lezzi                | Lista Pannella-Riformatori   | 5 815   | 3,70  |  |  |  |  |  |
|                               | Vittoria Moretti            | Partito Pensionati           | 3 694   | 2,35  |  |  |  |  |  |
|                               | Giorgio Vercesi             | Lega di Angela Bossi         | 1 916   | 1,22  |  |  |  |  |  |
|                               | Maurilia Gaviraghi Galbiati | Partito della Legge Naturale | 1 083   | 0,69  |  |  |  |  |  |
| Totale                        | Totale                      | Totale                       | 157 292 | 100   |  |  |  |  |  |
|                               |                             |                              |         |       |  |  |  |  |  |
| Voti non validi               | Voti non validi             | Voti non validi              | 11 386  | 6,75  |  |  |  |  |  |
| Votanti                       | Votanti                     | Votanti                      | 168 678 | 89,97 |  |  |  |  |  |
| Elettori                      | Elettori                    | Elettori                     | 187 489 |       |  |  |  |  |  |
|                               |                             |                              |         |       |  |  |  |  |  |
| Data: 27-28 marzo 1994        |                             |                              |         |       |  |  |  |  |  |
| Fonte: Ministero dell'interno |                             |                              |         |       |  |  |  |  |  |

#### XIII legislatura
|                               | Domenico Contestabile ✔️ Eletto | Polo per le Libertà                      | 58 254  | 37,77 |  |  |  |  |  |
|                               | Carlo Broli                     | L'Ulivo                                  | 53 339  | 34,59 |  |  |  |  |  |
|                               | Giovanni Desigis                | Lega Nord                                | 29 832  | 19,34 |  |  |  |  |  |
|                               | Francesco Benzi                 | Lista Pannella-Sgarbi                    | 4 037   | 2,62  |  |  |  |  |  |
|                               | Giuseppe Claudio Fassardi       | Movimento Sociale Fiamma Tricolore       | 3 325   | 2,16  |  |  |  |  |  |
|                               | Natalia Gattei                  | Lega per l'Autonomia - Alleanza Lombarda | 2 274   | 1,47  |  |  |  |  |  |
|                               | Giuseppe Tacchino               | Partito Socialista                       | 1 672   | 1,08  |  |  |  |  |  |
|                               | Giovanni Falco                  | Federazione Liste Civiche                | 1 485   | 0,96  |  |  |  |  |  |
| Totale                        | Totale                          | Totale                                   | 154 218 | 100   |  |  |  |  |  |
|                               |                                 |                                          |         |       |  |  |  |  |  |
| Voti non validi               | Voti non validi                 | Voti non validi                          | 11 541  | 6,96  |  |  |  |  |  |
| Votanti                       | Votanti                         | Votanti                                  | 165 759 | 87,33 |  |  |  |  |  |
| Elettori                      | Elettori                        | Elettori                                 | 189 807 |       |  |  |  |  |  |
|                               |                                 |                                          |         |       |  |  |  |  |  |
| Data: 21 aprile 1996          |                                 |                                          |         |       |  |  |  |  |  |
| Fonte: Ministero dell'interno |                                 |                                          |         |       |  |  |  |  |  |

#### XIV legislatura
|                               | Domenico Contestabile ✔️ Eletto | Casa delle Libertà                       | 72 296  | 47,37 |  |  |  |  |  |
|                               | Maurizio Donato                 | L'Ulivo                                  | 49 101  | 32,18 |  |  |  |  |  |
|                               | Giuseppe Carlo Abbà             | Partito della Rifondazione Comunista     | 9 508   | 6,23  |  |  |  |  |  |
|                               | Maria Piccapietra Gadola        | Lega per l'Autonomia - Alleanza Lombarda | 5 290   | 3,47  |  |  |  |  |  |
|                               | Elvira Lezzi                    | Lista Pannella-Bonino                    | 3 650   | 2,39  |  |  |  |  |  |
|                               | Carmelo Tindiglia               | Lista Di Pietro                          | 3 602   | 2,36  |  |  |  |  |  |
|                               | Giovanni Bottazzi               | Fiamma Tricolore                         | 2 279   | 1,49  |  |  |  |  |  |
|                               | Giovanni Valmori                | Democrazia Europea                       | 2 141   | 1,40  |  |  |  |  |  |
|                               | Giampiero Maria Zetti           | Va' Pensiero Padania                     | 1 489   | 0,98  |  |  |  |  |  |
|                               | Donatella Cauzzi                | Partito Pensionati                       | 1 459   | 0,96  |  |  |  |  |  |
|                               | Giuseppe Fassardi               | Forza Nuova                              | 1 080   | 0,71  |  |  |  |  |  |
|                               | Maria Mianulli                  | Partito Liberal-Popolare                 | 402     | 0,26  |  |  |  |  |  |
|                               | Massimo Demarziani              | Liberaldemocratici Basta                 | 307     | 0,20  |  |  |  |  |  |
| Totale                        | Totale                          | Totale                                   | 152 604 | 100   |  |  |  |  |  |
|                               |                                 |                                          |         |       |  |  |  |  |  |
| Voti non validi               | Voti non validi                 | Voti non validi                          | 11 612  | 7,07  |  |  |  |  |  |
| Votanti                       | Votanti                         | Votanti                                  | 164 216 | 85,00 |  |  |  |  |  |
| Elettori                      | Elettori                        | Elettori                                 | 193 195 |       |  |  |  |  |  |
|                               |                                 |                                          |         |       |  |  |  |  |  |
| Data: 13 maggio 2001          |                                 |                                          |         |       |  |  |  |  |  |
| Fonte: Ministero dell'interno |                                 |                                          |         |       |  |  |  |  |  |